# Idactus damarensis
Idactus damarensis är en skalbaggsart som beskrevs av Stefan von Breuning 1938. Idactus damarensis ingår i släktet Idactus och familjen långhorningar. Inga underarter finns listade i Catalogue of Life.